# كوبا أمريكا 2021 المجموعة ب
أقيمت مباريات المجموعة الثانية من كوبا أمريكا 2021، والمعروفة أيضًا باسم المنطقة الشمالية، في الفترة ما بين 13 و27 يونيو 2021 في البرازيل.

## الترتيب
| م | الفريق       | لعب | ف | ت | خ | أ.له | أ.ع | أ.ف | نقاط | التأهل                        |
| - | ------------ | --- | - | - | - | ---- | --- | --- | ---- | ----------------------------- |
| 1 | البرازيل (H) | 4   | 3 | 1 | 0 | 10   | 2   | +8  | 10   | التأهل إلى مرحلة خروج المغلوب |
| 2 | بيرو         | 4   | 2 | 1 | 1 | 5    | 7   | −2  | 7    | التأهل إلى مرحلة خروج المغلوب |
| 3 | كولومبيا     | 4   | 1 | 1 | 2 | 3    | 4   | −1  | 4    | التأهل إلى مرحلة خروج المغلوب |
| 4 | الإكوادور    | 4   | 0 | 3 | 1 | 5    | 6   | −1  | 3    | التأهل إلى مرحلة خروج المغلوب |
| 5 | فنزويلا      | 4   | 0 | 2 | 2 | 2    | 6   | −4  | 2    |                               |

## المباريات

### الجولة 1

#### البرازيل ضد فنزويلا
| البرازيل                                       | 3–0   | فنزويلا |
| ---------------------------------------------- | ----- | ------- |
| - ماركينيوس 23' - نيمار 64' (ج.) - باربوسا 89' | تقرير |         |

| البرازيل | فنزويلا |

#### كولومبيا ضد الإكوادور
| كولومبيا      | 1–0   | الإكوادور |
| ------------- | ----- | --------- |
| - كاردونا 42' | تقرير |           |

| كولومبيا | الإكوادور |

### الجولة 2

#### كولومبيا ضد فنزويلا
| كولومبيا | 0–0   | فنزويلا |
| -------- | ----- | ------- |
|          | تقرير |         |

| كولومبيا | فنزويلا |

#### البرازيل ضد بيرو
| البرازيل                                                   | 4–0   | بيرو |
| ---------------------------------------------------------- | ----- | ---- |
| - ساندرو 12' - نيمار 68' - إيفرتون 89' - ريتشارليسون 3+90' | تقرير |      |

| البرازيل | بيرو |

### الجولة 3

#### فنزويلا ضد الإكوادور
| فنزويلا                       | 2–2   | الإكوادور                  |
| ----------------------------- | ----- | -------------------------- |
| - كاستيو 51' - هرنانديز 1+90' | تقرير | - بريسيادو 39' - بلاتا 71' |

| فنزويلا | الإكوادور |

#### كولومبيا ضد بيرو
| كولومبيا         | 1–2   | بيرو                          |
| ---------------- | ----- | ----------------------------- |
| - بورخا 53' (ج.) | تقرير | - بينيا 17' - مينا 64' (ه.ذ.) |

| كولومبيا | بيرو |

### الجولة 4

#### الإكوادور ضد بيرو
| الإكوادور                           | 2–2   | بيرو                       |
| ----------------------------------- | ----- | -------------------------- |
| - تابيا 23' (ه.ذ.) - بريسيادو 3+45' | تقرير | - لابادولا 49' - كاريو 54' |

| الإكوادور | بيرو |

#### البرازيل ضد كولومبيا
| البرازيل                        | 2–1   | كولومبيا   |
| ------------------------------- | ----- | ---------- |
| - فيرمينو 78' - كاسيميرو 10+90' | تقرير | - دياز 10' |

| البرازيل | كولومبيا |

### الجولة 5

#### البرازيل ضد الإكوادور
| البرازيل      | 1–1   | الإكوادور  |
| ------------- | ----- | ---------- |
| - ميليتاو 37' | تقرير | - مينا 53' |

| البرازيل | الإكوادور |

#### فنزويلا ضد بيرو
| فنزويلا | 0–1   | بيرو        |
| ------- | ----- | ----------- |
|         | تقرير | - كاريو 48' |

| فنزويلا | بيرو |